# القانون في فلسطين
القانون في فلسطين هو سيادة القانون في أراضي دولة فلسطين وفقا لاتفاقات أوسلو تديرها. أنه يحتوي على حالة غير مستقرة على نحو غير عادي، اعتبارا من عام 2008، ويرجع ذلك إلى التاريخ المعقد القانوني للمنطقة، وتداخل الاختصاصات، والانفلات الأمني وارتفاع معدل الجريمة في تلك المناطق. ويشمل القانون الفلسطيني العديد من النظم القانونية والمبادئ المستخدمة في الأراضي الفلسطينية حكمت وتدار من قبل الدولة (مناطق الضفة الغربية) و (قطاع غزة)، والتي ليست دولة قومية مستقلة.نطاق هذه المقالة هو لشرح التاريخ القانوني، والسياق وتطوير القانون، والحقول الحالية من دراسة القانون في الأراضي الفلسطينية حكمت، فضلا عن حالة من الانفلات الأمني في تلك الأراضي. بل هو أيضا لمناقشة المواقف المحلية والدولية على مجموعة من القوانين التي تتحكم في الأراضي الفلسطينية حكمت اليوم.

## مصطلحات
بسبب الأعراف المتغيرة للشروط «فلسطين» و «فلسطين» على مر التاريخ، ويمكن أيضا أن يرتبط هذا المصطلح مع الأنظمة التي لا ترتبط مع القانون الفلسطيني من اليوم. ومن الأمثلة على ذلك مناقشة (في العمل المرجعي يعود تاريخها إلى 1906) من تفسير تلمودي القوانين من فلسطين قبل 70 م، والمعروف أيضا باسم هالاخاه: «وقد سنت هذه القوانين من فلسطين التي تم توسيعها بعد المنفى في الأصل لغرض حماية الإدارة القضائية والمصالح الاقتصادية لفلسطين، وبهدف تشجيع الاستيطان هناك.» وهذه الإشارات إلى القانون الفلسطيني القديم لا تنطبق على الوضع القانوني الفلسطيني منذ عام 1948 على الأقل.

## الخلفية القضائية
أساسا، يقول باحث قانوني واحد، «النظام القانوني في 'فلسطين' تتكون من طبقة فوق طبقة من القانون التي لا تزال كلها تقريبا في الواقع.» والقضية الرئيسية هي:
القوانين التي طبقت تأتي من العديد من الولايات القضائية عبر التاريخ: «القانون العرفي... القانون العثماني... القانون البريطاني... القانون الأردني... القانون المصري... الإسرائيلي» القانون وحتى القيود غير الرسمية من الانتفاضة، ووأخيرا، قانون السلطة الوطنية الفلسطينية الأساسية.

## القانون الأساسي
القانون الأساسي الفلسطيني، التي أنشئت في 2002، هو الدستور المقترح للدولة الفلسطينية المستقبلية. ووفقا لتقرير واحد، «الفلسطينيون قد طلب أن يتم التوقيع على القانون حيز التنفيذ منذ عام 1997، من أجل ضمان رسميا قدرا من الأساسي الحقوق». صدر من قبل المجلس التشريعي الفلسطيني (المجلس التشريعي لدولة فلسطين)، والذي وقعه ياسر عرفات. وتم تعديله في 19 مارس 2003«للسماح للإنشاء منصب رئيس الوزراء في دولة فلسطين....»
ويستند القانون الأساسي مبني على الشريعة الإسلامية:
1. الإسلام هو الدين الرسمي في فلسطين. يجب الحفاظ على احترام وقدسية الأديان السماوية جميعا الأخرى.
2. فيما يلي مبادئ الشريعة الإسلامية هي المصدر الرئيسي للتشريع.
3. اللغة العربية هي اللغة الرسمية.[3]»

هو عرض القانون الأساسي مع «بسم الله، الرحمن الرحيم،»  كما هي معظم الوثائق في الدول الإسلامية.

### المواد من القانون الأساسي
مع المواد 121، هو أقرب إلى دستور الدولة في الشمولية والتفصيل والطول.
في «شرعة الحقوق» مواد القانون الأساسي وتعديلاته 19 مارس 2003، وتغطي المواضيع التالية:
1. «فلسطين جزء من الكبيرة [ص] العالم العربي....» [5]
2. «الشعب هو مصدر السلطة» و3 فروع يكرس الحكومة «مبدأ الفصل بين السلطات» [5]
3. تنص على أن «القدس هي عاصمة فلسطين».[5]
4. القانون الإسلامي هو الأساس، واللغة العربية هي اللغة الرسمية، فلسطين
5. يخلق «نظام ديمقراطي نيابي يعتمد على التعددية السياسية والحزبية» والرئيس المنتخب شعبيا
6. تسلم «مبدأ سيادة القانون» [5]
7. ينظم المواطنة
8. تعريف العلم الرسمي
9. يحمي ضد «التمييز بسبب العرق أو الجنس أو اللون أو الدين أو الآراء السياسية أو الإعاقة» [5]
10. حماية حقوق الإنسان
11. حماية حرية وعملية بسبب الإجرائية
12. حقوق إلى «أن يبلغ بأسباب القبض عليه أو اعتقاله»، [5] في الاتصال بمحام، ومحاكمة سريعة
13. لا الإكراه أو التعذيب أو الإكراه على الإدلاء باعترافات
14. حقوق ليكون «المتهم بريء حتى تثبت إدانته»، [5] في الدفاع، وإلى محام للدفاع
15. الجريمة والعقاب التي يحددها القانون
16. الحق في السلامة الجسدية
17. حظر تفتيش إلا بأمر قانوني
18. («ويضمن حرية الاعتقاد، والعبادة، وأداء الشعائر الدينية، شريطة عدم الإخلال بالنظام العام أو الآداب العامة.» [5]) حرية ممارسة الشعائر الدينية خاصة
19. حرية التعبير
20. حرية التنقل
21. إنشاء اقتصاد السوق الحر وتحريم أخذ دون تعويض عادل
22. التأمين على الصحة، والعجز، والتقاعد، «رفاه أسر الشهداء»، وأسرى الحرب [5]
23. الحق في السكن
24. الحق في التعليم

## القوانين والتشريعات
هناك بعض الارتباك في أوساط الفقهاء والعلماء والعلمانيين حول بالضبط ما هو موجود بالنظام القانوني، والتي تطبق القوانين، في الأراضي الفلسطينية حكمت.
مهدي عبد الهادي، وهو باحث قانوني، ويعتقد أن جميع القوانين السابقة والحالية لا تزال تطبق في الأراضي الفلسطينية، بما في ذلك «قوانين الانتداب البريطاني، والقوانين الأردنية التي كانت تحكم الضفة الغربية قبل عام 1967 والقانون المصري الذي يحكم قطاع غزة قبل عام 1967، بالإضافة إلى الأوامر العسكرية الإسرائيلية». ووفقا لعبد الهادي، وكانت الخطوة الأولى تنظيم" المجتمع المدني الفلسطيني  "، وهذا هو، وهو القانون التقليدي، «ثم جاء مؤتمر مدريد واتفاقات أوسلو التي صاغت القوانين التي تحكم الحياة السياسية الفلسطينية لفترة مؤقتة.» وبعد ذلك، «الانتخابات العامة في عام 1996 ... أسفرت عن المجلس التشريعي الفلسطيني باعتباره الهيئة التشريعية للشعب الفلسطيني في الأرض الفلسطينية أرضهم».
وفقا لوادي فؤاد محيسن، باحث قانوني آخر، وقد يحكم القانون العثماني فلسطين منذ 1517 وقانون الأراضي لا يزال ساريا. العثمانية النظامية «تدوين تنعكس الشريعة الإسلامية ولكن أيضا إدراج عناصر القانون الأوروبي، وخاصة قانون فرنسا».